# Primula vilmoriniana
Primula vilmoriniana är en viveväxtart som beskrevs av Marcel Georges Charles Petitmengin. Primula vilmoriniana ingår i släktet vivor, och familjen viveväxter. Inga underarter finns listade i Catalogue of Life.